# Ferdinand de Saussure
Ferdinand de Saussure, švicarski filozof in jezikoslovec, * 26. november 1857, Ženeva, † 22. februar 1913 Vufflens-le-Chateau, Švica.
De Saussure je bil najpomembnejša oseba Ženevskega strukturalizma. Leta 1916 (po njegovi smrti) sta njegova učenca Bally in Sechehaye izdala njegova predavanja pod naslovom Predavanja iz splošnega jezikoslovja. Delo je postalo temelj strukturalne lingvistike, katere ideje so postavile osnovo za večino pomembnih odkritij na področju lingvistike v 20. stoletju. Na splošno je poznan kot oče lingvistike v 20. stoletju. Kot nov predmet lingvistike je vpeljal razliko med jezikom (langue) in govorom (parole).